# تانيا بور
تانيا بور (بالإنجليزية: Tanya Burr)؛ يوتيوبية وفنانة مكياج بريطانية، ولدت في 9 يونيو 1989 في نورتش في المملكة المتحدة.

## وصلات خارجية
- تانيا بور على موقع IMDb (الإنجليزية)
- تانيا بور على موقع قاعدة بيانات الفيلم (الإنجليزية)
- الموقع الرسمي